# Stanley Schachter
Stanley Schachter (* 15. April 1922 in Flushing, New York City; † 7. Juni 1997 in East Hampton, New York) war ein US-amerikanischer Sozialpsychologe und Professor an der Columbia University. Schachter untersuchte bevorzugt Themen mit unmittelbarer Alltagsrelevanz, wie Adipositas, Sucht und Emotionen und stellte die Zwei-Faktoren-Theorie der Emotion auf.

## Leben
Die Eltern waren die jüdischen Emigranten Anna (aus Radauti) und Nathan Schachter (aus Vasilau in der Bukowina). Er studierte anfangs Kunst, dann Psychologie an der Yale University, unter anderem bei Clark L. Hull. Dort erwarb er 1942 den Bachelor und 1944 den Master. Anschließend ging er zur United States Air Force. 1946 wurde er wissenschaftlicher Mitarbeiter von Kurt Lewin am Forschungszentrum für Gruppendynamik des MIT. Nach dem Tod Lewins 1947 zog das Forschungszentrum mit Schachter an die University of Michigan um, wo er 1949, betreut von Leon Festinger, den Doktorgrad erlangte. Er wurde in die National Academy of Sciences aufgenommen (1983) und in die American Academy of Arts and Sciences (1976).
Er starb in seinem Haus an Darmkrebs und hinterließ seine Frau Sophia und seinen Sohn Elijah.

## Werk

### Adipositas
Schachter zeigte, dass normalgewichtige Personen essen, wenn sie hungrig sind, und aufhören, wenn sie satt sind. Übergewichtige Personen hingegen lassen sich durch externe Hinweisreize zum Essen verleiten, zum Beispiel von der Uhrzeit oder einer appetitlichen Darbietung.

### Emotionen
Seine bekannteste Arbeit ist die Zwei-Faktoren-Theorie der Emotion, nach der Gefühle aus einem Anteil physiologischer Erregung und einer kognitiven Komponente bestehen.

## Bücher (Auswahl)
- 1950 Deviation, rejection, and communication. University of Michigan. (Dissertation)
- 1950 (mit L. Festinger and K. Back). Social Pressures in Informal Groups. New York: Harpers
- 1956 (mit L. Festinger and H. Riecken). When Prophecy Fails. Minneapolis: University of Minnesota Press
- 1959 The Psychology of Affiliation. Stanford: Stanford University Press
- 1971 Emotion, Obesity and Crime. New York: Academic
- 1974 (mit J. Rodin). Obese Humans and Rats. Hillsdale, N.J.: Erlbaum